# Winkelverbinder

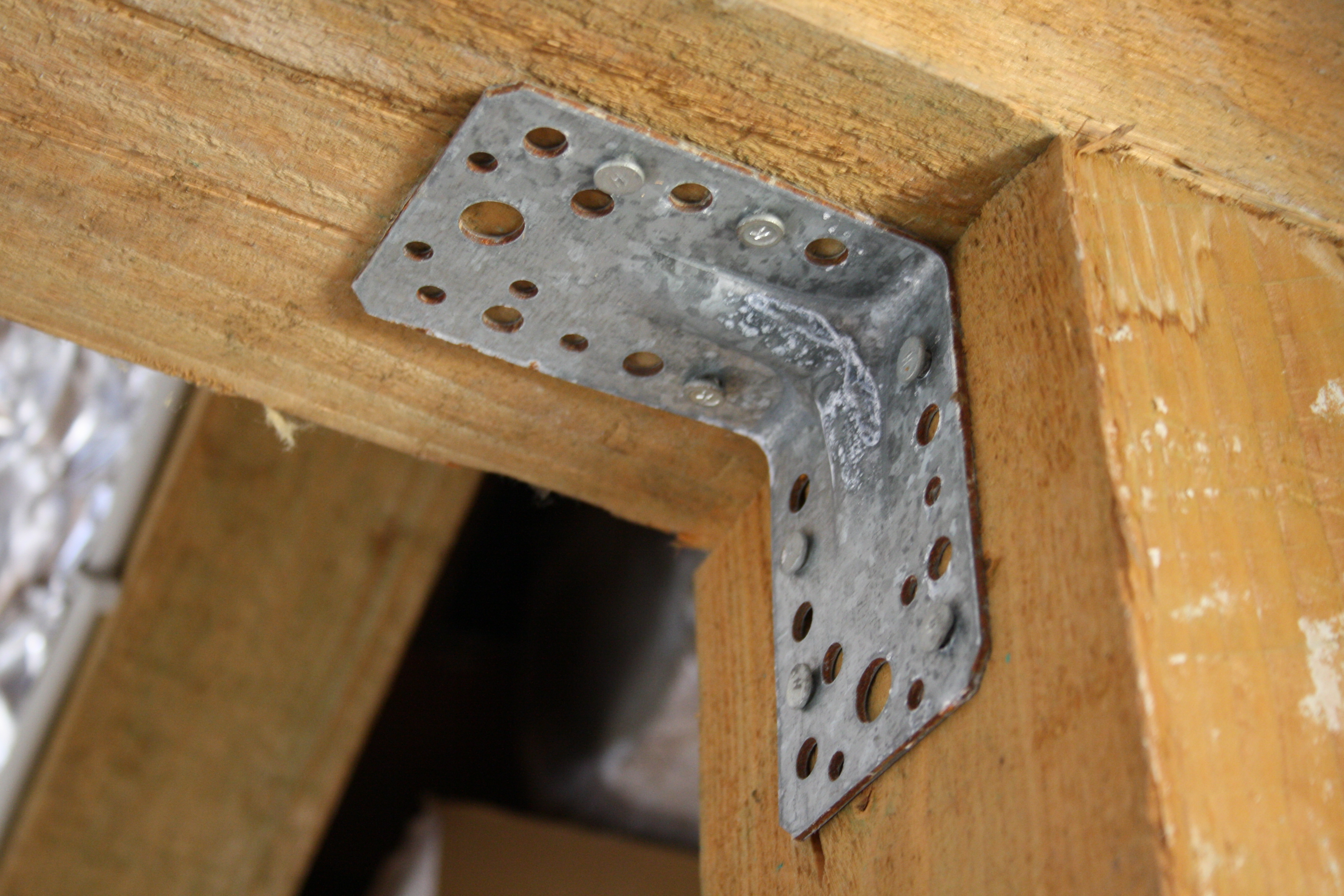
Winkelverbinder als Teil einer Dachkonstruktion

Als Winkelverbinder (Lochplattenwinkel, winklige Holzverbinder oder einfach Winkel) bezeichnet man metallene, meist rechtwinklige Bauelemente, die zur Verbindung anderer, oft hölzerner Bauelemente dienen. Für ein schnelles Anbringen sind Winkelverbinder mit einigen vorgebohrten Löchern, oft verschiedener Größe, versehen, durch die sich der Winkelverbinder mittels Schrauben oder Nägeln mit anderen Bauelementen verbinden lässt. Für eine erhöhte Stabilität sorgen Winkelverbinder, die mit einer Sicke (oder auch Rippe) versehen sind. Diese metallenen Winkel werden in unterschiedlichen Größen angeboten. Ggf. sind Festlegungen eines Standsicherheitsnachweises (Statik) und eine bauaufsichtliche Zulassung zu beachten.